# Linaria arcusangeli
Linaria arcusangeli är en grobladsväxtart som beskrevs av A.D. Atzei och I. Camarda. Linaria arcusangeli ingår i släktet sporrar, och familjen grobladsväxter. Inga underarter finns listade i Catalogue of Life.